# Gary Langan
Pour les articles homonymes, voir Langan (homonymie).
 (février 2017).
Si vous disposez d'ouvrages ou d'articles de référence ou si vous connaissez des sites web de qualité traitant du thème abordé ici, merci de compléter l'article en donnant les références utiles à sa vérifiabilité et en les liant à la section « Notes et références ».
Gary Langan (né le 19 avril 1956 dans le Surrey) est un producteur de musique et ingénieur du son anglais.

## Biographie
En 1983, Langan fonde le label ZTT Records avec Trevor Horn, Paul Morley et Jill Sinclair. Il est membre fondateur du groupe The Art of Noise, qu'il quitte en 1986 après la sortie de l'album In Visible Silence.